# باغ آینه
باغ آیینه عنوان مجموعه‌ای از منتخب ۴۴ شعر احمد شاملو است که بین سال‌های ۱۳۳۶ تا ۱۳۳۸ سروده شده و اولین بار در سال ۱۳۳۹ توسط انتشارات مروارید منتشر شد.
این کتاب در پنج منظومه شامل این اشعار است: خواب وجین‌گر / مثل این است … / حریق قلعه‌ای خاموش … / کلید / اتفاق / برف / شب گیر / غروب «سیارود» / در دوردست … / برسنگ‌فرش / کیفر / ماهی / کاج / پُل الله‌وردی‌خان / شبانه / طرح / فقر / مرثیه برای مردگان دیگر / شبانه / باران / نیم‌شب / شبانه / زن خفته / لوح گور / باران / تاشک / معاد / بر خاک جدی ایستادم … / کوچه / دادخواست / دربسته … / از شهر سرد … / با هم‌سفر / باغ آینه / مرثیه / نبوغ / شعار ناپلئون کبیر / قصه دخترای ننه دریا
محمد حقوقی، منتقد ادبی دربارهٔ این مجموعه این‌گونه می‌نویسد:

احمد شاملو (ا. بامداد) در سالهای آغاز چهارمین دهه زندگی خویش در ادامه راه خود به «باغ آینه» می‌رسد، به مرحله دریافت حقیقت «در شهر سرد». او که اگر زمانی در شهر شطرنجی همچنان به تلاش می‌کوشید، اینک از فراز بام به حرکت مهره‌ای خویش و به اصل جرم یا بی جرمی (در «کیفر») وقوف پیدا کرده، و اگر نه، به آستانه شک رسیده است.
«باغ آینه» کتابی است که اغلب شعرهای آن را هاله‌ای از ابهام راستین در بر گرفته و از «دید» ی عمیق نشان دارد. شاعر «باغ آینه»، اگر در «هوای تازه» دعوت دختران شرق و غرب را رد می‌کند و صرفاً دعوت آن چند مرد را پذیرا می‌شود و هرگز خنجرش را از دست فرو نمی‌افکند، در اینجا با حالتی اندیشمندانه، نگرنده نگران همه آن چشم‌اندازها و رخداده‌هاست. کتابی که با شعرهایی که اگر در «هوای تازه» خصوصی تر، اجتماعی تر و وطنی تر بود، در این جا عمومی تر، فلسفی تر و جهانی تر است.
در میان شعرهای موزون «باغ آینه»، علاوه بر «کیفر» که شعری است با فضایی خاص، قطعه «بر سنگفرش» و به خصوص قطعات «ماهی» و «طرح» ــ از آن جا که از آغاز تا پایان، بدون سطری انحراف و سرشار از جوهر شعری است ــ از شعرهای کامل شاملو ست؛ و در بین اشعار فصول سوم و چهارم که باید آغاز راه واقعی او دانسته شود، «ارابه‌ها» «دو شبح» «اصرار» «از نفرتی لبریز» «فریادی و دیگر هیچ» (از منظومه مرثیه برای مردگان دیگر) «باران» و «شبانه، شب، تار..»، و در فصل چهرم «باغ آینه» و «لوح گور» و از میان شعرهای توصیفی «از شهر سرد» از موفق‌ترین اشعار این کتاب به شمار می‌روند.'